# Rakke
Rakke je městečko v estonském kraji Lääne-Virumaa, samosprávně patřící do Väike-Maarja.